# رایسکو پراسکالو
رایسکو پراسکالو (به لاتین: Raysko Praskalo) یک آبشار در بلغارستان است که در Balkan Mountains, Bulgaria واقع شده‌است.